# Ай-Петринская яйла
Ай-Пе́тринская яйла́ (укр. Ай-Петринська яйла, крымскотат. Ay Petri Yaylası, Ай Петри Яйласы) — яйла (плато) в западной части Главной гряды Крымских гор.

## Географическое описание
На юго-западе граничит с Байдарской яйлой, а на северо-востоке – с Ялтинской. Границей в последнем случае служит котловина (своего рода "ров" — по-турецки "эндек") между горами Эндек (1371 м) и Рока (1349 м). Средняя высота от 1200—1300 м над уровнем моря на востоке до 600—700 м на западе. Самая высокая точка яйлы — гора Рока (1349 м, располагается на крайнем северо-востоке яйлы), вторая по высоте гора Бодене-Кыр — 1320 м, а наиболее известная — живописная вершина Ай-Петри (1234 м). От горы Рока на востоке до Байдарских ворот на западе средняя высота плоскогорья постепенно понижается от 1200—1300 до 600—700 метров над уровнем моря. В окрестностях Кастрополя, Мухалатки и Фороса обрывы яйлы подходят совсем близко к берегу моря. Бо́льшая часть (юг, что на территории городского округа Ялта) яйлы входит в состав Ялтинского горно-лесного заповедника, западная часть на территории Севастополя занята Байдарским заказником, восточная часть на территории Бахчисарайского района — заказником Ай-Петринская яйла. На горе Бодене-Кыр (Перепелиное поле) расположена военная радиотехническая станция.

## Транспортная доступность
Через Ай-Петринскую яйлу проходит горная дорога Бахчисарай-Ялта 35К-020 Т-01-17, по которой из Ялты на плато курсируют маршрутные такси. Также яйла соединена с морским побережьем канатной дорогой Мисхор — Ай-Петри.

## Метеостанция на Ай-Петри
Основана метеостанция была в 1895 году главной физической Пулковской обсерваторией у скалы Шишко. Кроме метеонаблюдений здесь велись работы по гидрологии, ботанике, почвоведению, астрономии, зоологии. С 1905 по 1932 год начальник метеостанции К. Ф. Левандовский возглавлял исследовательские работы по ветрам и атмосферному электричеству. На Ай-Петри действуют ещё две метеостанции: в урочищах Беш-Текне и Ай-Дмитрий. Они созданы Ялтинской гидрогеологической и инженерно-геологической партией Министерства геологии в 1963 году для определения основных статей водного баланса трещинно-карстовых вод.

## Водохранилище Сикорского
В 1867 в Крым была направлена особая экспедиция, которая разработала и рекомендовала меры по обводнению Крыма. На яйлах работали инженеры А. В. Кондради, И. К. Сикорский, К. Д. Кельтсер, гидрологи Н. В. Рухлов, Д. И. Кочерин, географ А. А. Крубер, гидрогеолог Н. А. Головкинский, почвовед Клепинин Н. Н., ботаник Е. В. Вульф, биолог И. И. Пузанов — они дали практические советы и рекомендации по улучшению использования яйл.
Но как замечает Н. В. Рухлов в 1915 году:

одни её советы не были выполнены за неимением средств, тогда как затраты предусматривались очень крупные, а другие которые и были осуществлены, не увенчались успехом

В память об этих работах на яйле можно найти две стены. Одна была сооружена для задержания снега на яйле и явилась воплощением рекомендацией исследователей яйлы. Вторая стена — густо заросшая травой плотина, перегораживающая долину, сооружена по проекту инженера Иосифа Казимировича Сикорского (1852-1912) в 1906 году. По его же проекту построен каптаж для использования подземных вод ниже массандровского водопада.
Уникальность водохранилища в том что это первое и единственное водохранилище, построенное на яйле на основании точного инженерного расчёта и накопленных научных данных. Сикорский использовал анализ метеоусловий и режима ливадийских источников, за которыми до этого вели наблюдения в течение 20 лет. Водохранилище Сикорского наполнялось талой и дождевой водой, снабжая многочисленные отары овец на яйле. Водохранилище стало пустым после землетрясения в 1927 году.

## Достопримечательности
В 1913—1918 годах Главным Управлением Землеустройства и Земледелия — Отделом Земельных Улучшений на Ай-Петри проводились изыскания. Экспедиция установила геодезический знак оригинальной формы — каменное подножие с чугунным шаром, ныне известный как "Ай-Петринский меридиан. Табличка на сооружении гласит «Г. У. З. и 3. 0.3.У. Основной репер Крымских водных изысканий. Установлен в 1913 г.». В настоящее время знак находится в нескольких сотнях метров от метеостанции. В годы войны знак был повреждён, позднее отреставрирован.
На Ай-Петринской яйле находится одна из зон активного карста, открыто множество пещер (до 35 пещер, а общее число карстовых полостей более 230). Из них для посещения туристами оборудованы три пещеры расположенные компактно недалеко от станции канатной дороги: Геофизическая, Трехглазка (Ледовая или Воронцовская) и Ялтинская. Скельская пещера расположена на самом южном краю яйлы недалеко от села Родниковое. Многие из пещер Ай-Петри известны с древности, в них велась хозяйственная деятельность (в Воронцовской, например, заготовление и добыча льда для поместий Южного берега).

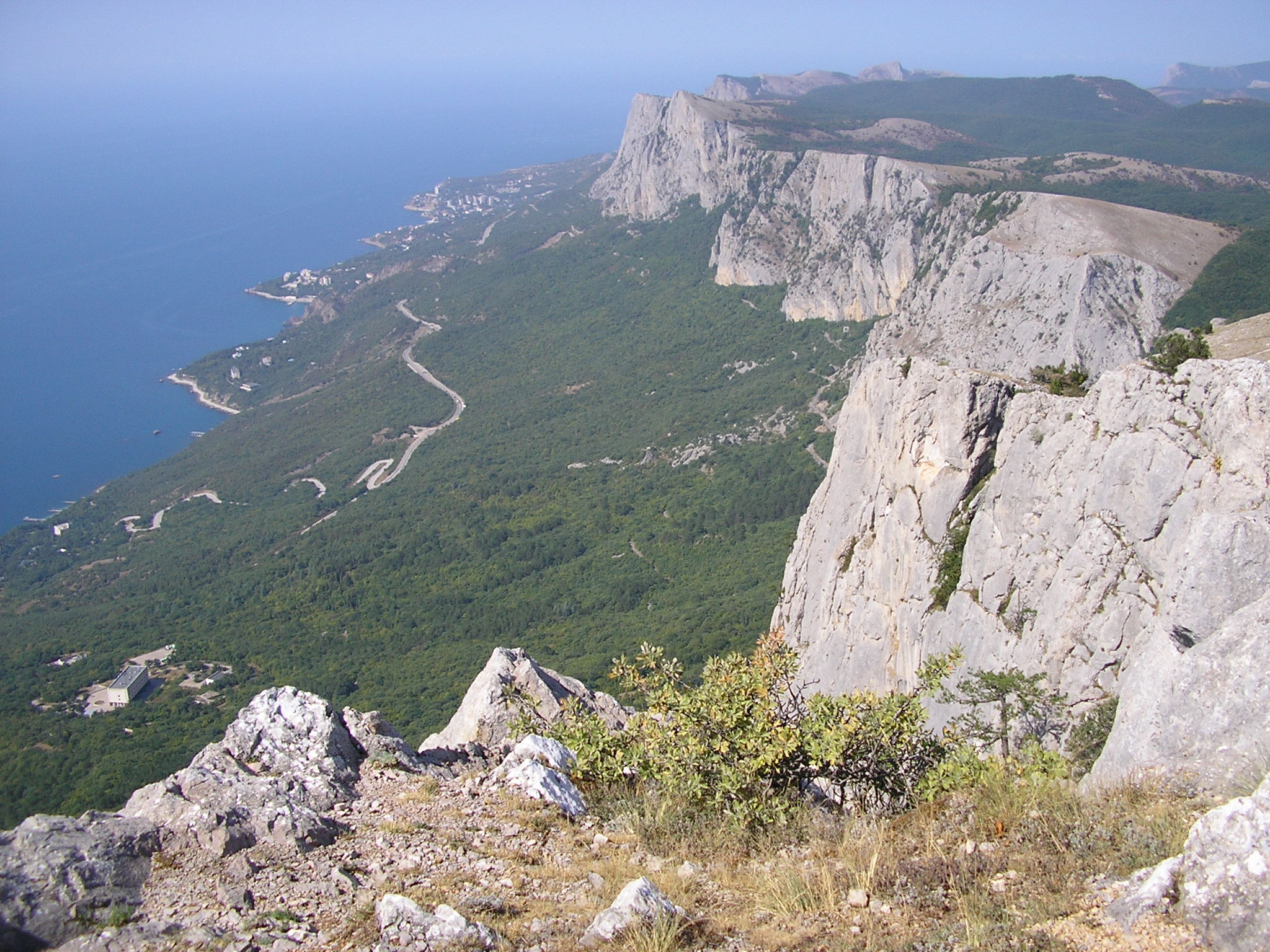
Южная кромка Ай-Петринской яйлы и вид на Южный берег Крыма
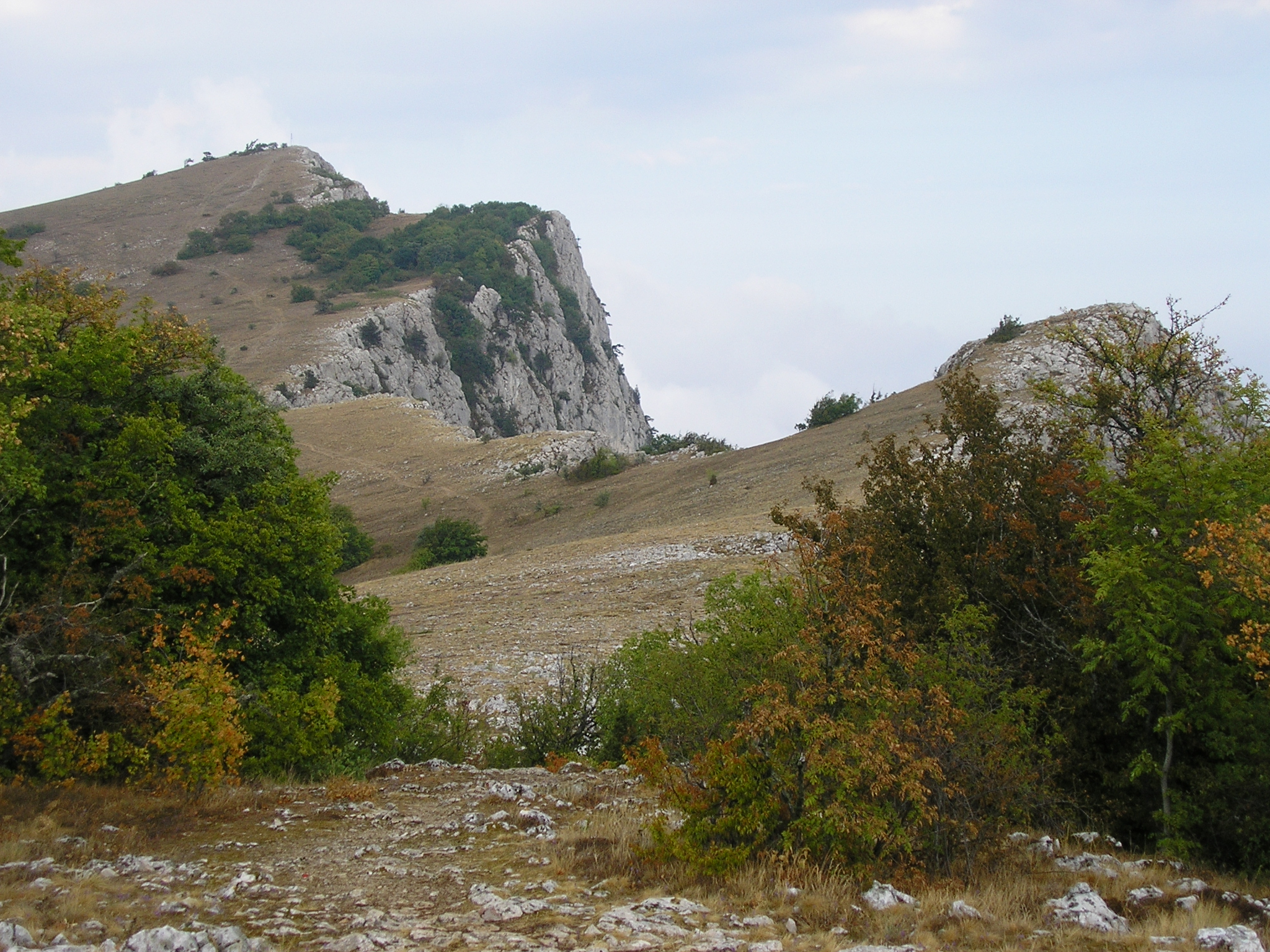
Ай-Петринская яйла
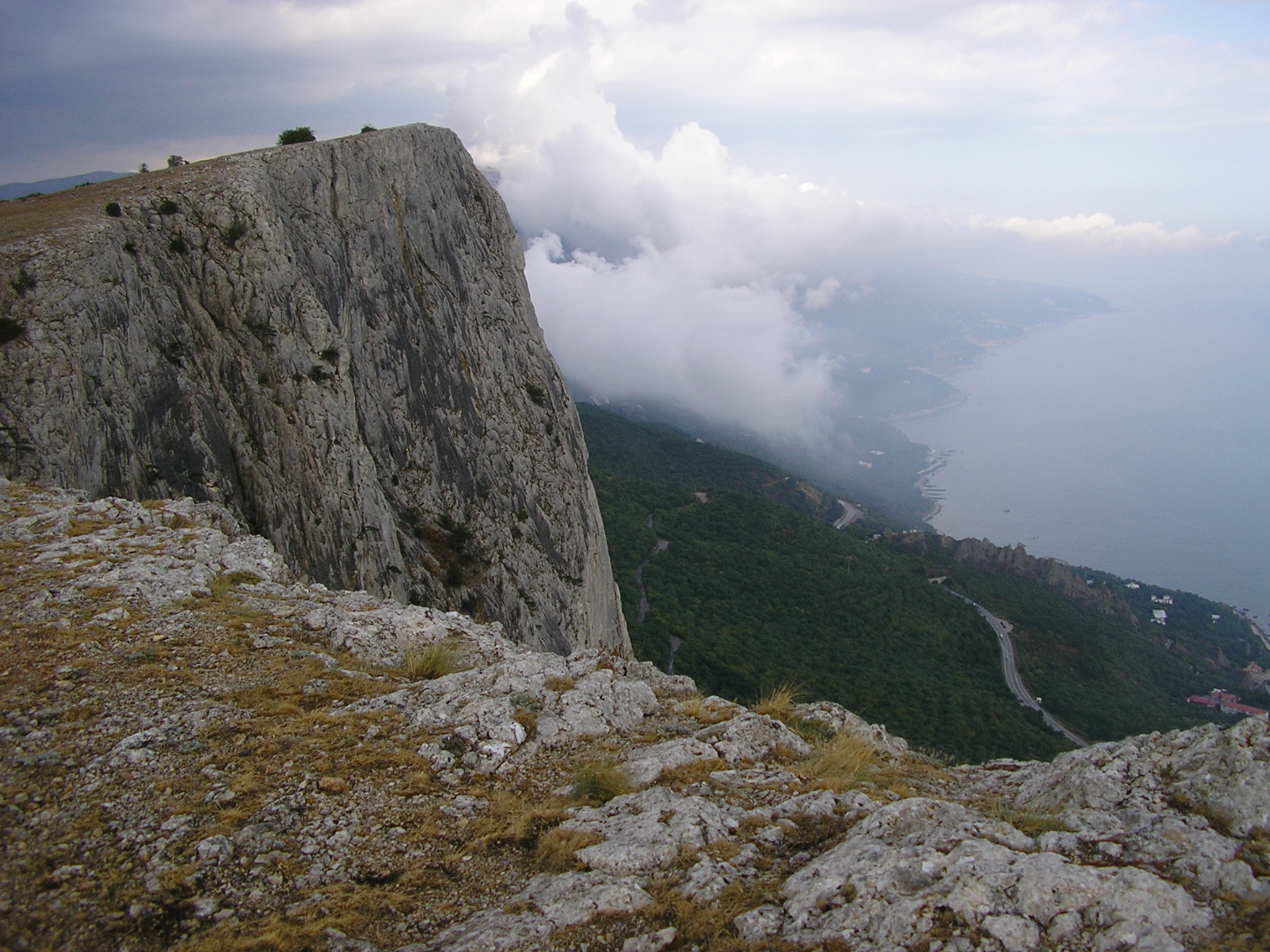
Вид с Ай-Петринской яйлы на Южный берег Крыма
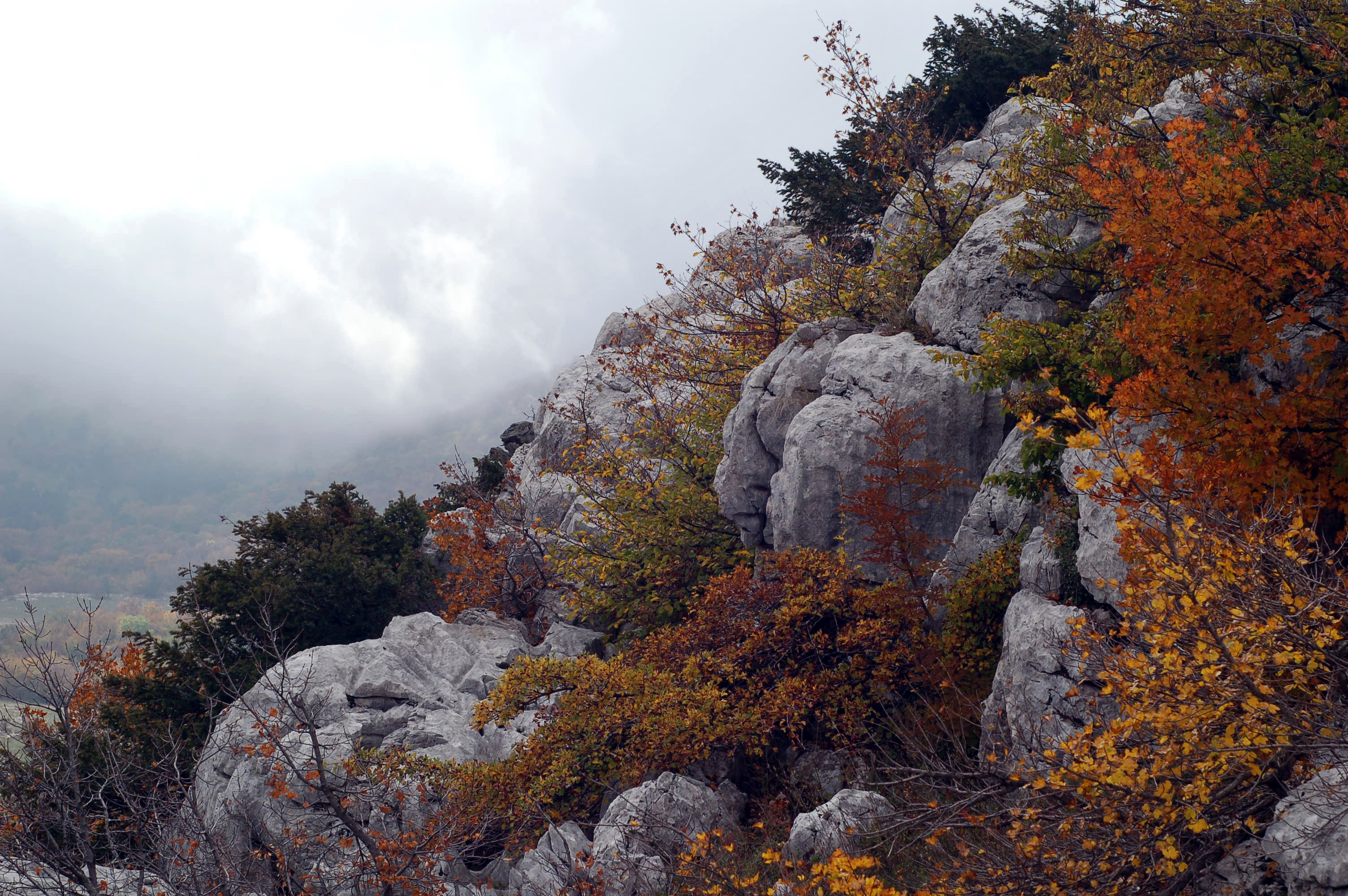
Осень на яйле
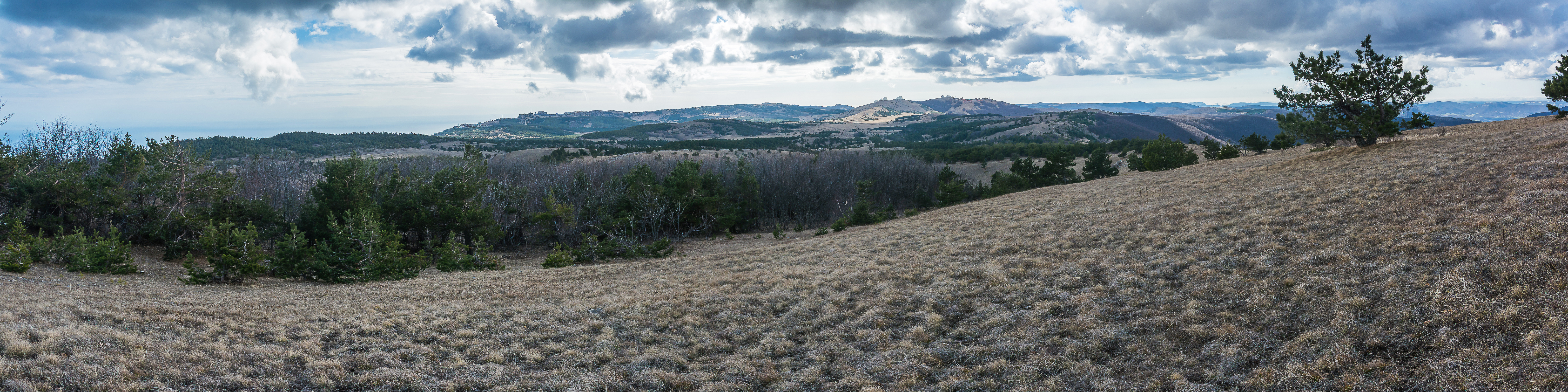
Панорамная фотография Ай-Петринской яйлы с западных склонов горы Рока